# Andreas Faye
Andreas Faye (født 5. oktober 1802 på Bragernes, død 5. maj 1869) var en norsk præst og forfatter.
Faye blev i 1823 student, i 1828 cand.theol. og var ved sin død sognepræst til Sande Præstegæld i nordre Jarlsberg. Faye udgav den første folkemindebog i norsk litteratur. Han var en dygtig skolemand og havde mange interesser i videnskabelig retning, navnlig for historie og personalhistorie, i hvilke fag han samlede et betydeligt bibliotek og en fortrinlig samling manuskripter, der efter hans død blev indkøbte for det norske rigsarkiv. Men hans forskellige arbejder, der af samtiden sattes temmelig højt, lider ikke sjælden under en fremtrædende mangel på kritik og stilistisk fremstillingsevne. Blandt hans arbejder må mærkes hans lærebog i Norges historie (1831, 4. oplag 1856, også oversat til svensk og tysk), hans Norske Sagn (1833; ny udgave 1844), Norge i 1814 (1863), Christianssands Stifts Bispe- og Stiftshistorie (1867), Karl XII i Norge (1868), foruden flere lokal- og personalhistoriske skrifter og bidrag til videnskabelige fagtidsskrifter og populære blade.